# Florêncio (cantor)
Florêncio, nome artístico de João Baptista Pinto (Nascido a 12 de novembro de 1910 em Barretos-SP - Falecido a 16 de novembro de 1971 em São Paulo-SP) foi um violeiro, cantor e compositor brasileiro. Foi uma das principais influências do violeiro e cantor Tião Carreiro.
Foi parceiro, durante mais de 30 anos, de Raul Torres, com quem formou a dupla Raul Torres & Florêncio, que consagrou músicas como Chico Mulato, Cabocla Tereza, Pingo D'água, a Moda da Mula Preta, dentre outros inúmeros sucessos.
Florêncio foi um exímio violeiro, responsável pelos belos fraseados e ponteados das músicas gravadas com Raul Torres, com destaque para as modas de viola: Boiada Cuiabana, Marica Crioulinha, Mula Baia e Gostei da Morena.
Florêncio usava uma viola vermelha, que foi doada pelo violeiro Moreno a Tião Carreiro, seu fan, em 1978. Tião Carreiro, com Jesus Belmiro, fez uma música "Viola Vermelha" para falar da beleza do instrumento e da importância de Florêncio para a música sertaneja.

## Discografia
- (1999) Raul Torres e Florêncio
- (1971) Raul Torres e Florêncio - O maior patrimônio da música sertaneja
- (1961) Fruta brava/Não acredito que ninguém é de ninguém
- (1960) Você falou tá falado/Nossa homenagem
- (1959) Cabocla Tereza/Campo Grande
- (1959) Torres e Florêncio cantando de Norte a Sul
- (1958) O que tem a cotia/Catenguelê
- (1958) Bota minha roupa no baú/Ai Leonor
- (1958) Cavalo zaino
- (1957) Triste carreiro/A morte da mula preta
- (1955) João de Barro/Obrigado doutor
- (1954) Capital gigante/Quarto centenário de São Paulo
- (1954) Jorgina do Rio Pardo/Vida de roceira
- (1953) Desabafo/No braço dessa viola
- (1953) Não me abandones/Morena linda
- (1952) Meus padecimentos/A morte da Rosinha
- (1952) A paisagem da fronteira/O mourão da porteira
- (1952) Marcha da índia/Marcha da condução
- (1951) Casei com a fazendeira/Rolinha correio
- (1951) Cavalo fogueteiro/Tristeza e saudade
- (1951) Arrependimento/Rei dos pampas
- (1950) Festa italiana/Cavalinho bom
- (1949) Dois corações/Recortado da samambaia
- (1949) Moda das 25 letras/Moreninha ingrata
- (1948) Potranca tordilha/Mariazinha
- (1948) Pra lá da porteira/Domingo cedinho
- (1948) Tenho meu balãozinho/Maria é um nome bonito
- (1947) Pião pegador I/Pião pegador II
- (1947) Perto do coração/Cobra venenosa
- (1947) Coração bão tá aqui/Convite que recebi
- (1946) Juramento sagrado/Tô com a cara torta
- (1946) Feijão queimado/Mania de cheque
- (1946) Enquanto a estrela brilhar/Tropeiro sabido
- (1945) A ventura do amor/Pra que me desprezas
- (1945) Moda da mula preta/No recanto donde moro
- (1945) Não me diga não/Os mandamentos das moças
- (1944) Apelido dos jogadores/Vamos plantá algodão
- (1944) Maria crioulinha/Ingratidão
- (1944) Gostei da morena/Pingo d'água
- (1944) Cabocla Tereza/As modas feminia
- (1943) Sorteio militar/Eu vou mandar fazer um balão
- (1943) Moça forgazona/Que loura bonita
- (1943) Estrada da vida/Rádio moderno
- (1943) Boiadeiro apaixonado/Chinita mia
- (1942) O pipoqueiro/O "v" da vitória